# Antonito
Antonito est une ville américaine située dans le comté de Conejos dans le Colorado.
Selon le recensement de 2010, Antonito compte 781 habitants. La municipalité s'étend sur 0,4 milles carrés (1,04 km2).
La ville est nommée par le Denver and Rio Grande Railroad en référence à la rivière San Antonio ; Antonito étant le diminutif d'Antonio en espagnol.

## Démographie
| 1890 | 1900 | 1910 | 1920 | 1930 | 1940  |
| ---- | ---- | ---- | ---- | ---- | ----- |
| 315  | 347  | 681  | 946  | 858  | 1 220 |

| 1950  | 1960  | 1970  | 1980  | 1990 | 2000 |
| ----- | ----- | ----- | ----- | ---- | ---- |
| 1 255 | 1 045 | 1 113 | 1 103 | 875  | 873  |

| 2010 | - | - | - | - | - |
| ---- | - | - | - | - | - |
| 781  | - | - | - | - | - |